# گمینا دوبژنگ ناد ویسوان
گمینا دوبژنگ ناد ویسوان (به لهستانی:  Gmina Dobrzyń nad Wisłą) یک گمینا در لهستان است که در شهرستان لیپنو واقع شده‌است. گمینا دوبژنگ ناد ویسوان ۱۱۵٫۴۴ کیلومتر مربع مساحت و ۷٬۹۴۳ نفر جمعیت دارد.